# Спрінгвейл (округ Фон-дю-Лак, Вісконсин)
Спрінгвейл (англ. Springvale) — місто (англ. town) в США, в окрузі Фон-дю-Лак штату Вісконсин. Населення — 675 осіб (2020).

## Демографія
Згідно з переписом 2010 року, у місті мешкало 707 осіб у 271 домогосподарстві у складі 206 родин. Було 281 помешкання
Расовий склад населення:
| - 99,3 % — білих - 0,1 % — чорних або афроамериканців |

До двох чи більше рас належало 0,0 %. Частка іспаномовних становила 3,1 % від усіх жителів.
За віковим діапазоном населення розподілялося таким чином: 24,5 % — особи молодші 18 років, 60,6 % — особи у віці 18—64 років, 14,9 % — особи у віці 65 років та старші. Медіана віку мешканця становила 42,6 року. На 100 осіб жіночої статі у місті припадало 106,1 чоловіків;  на 100 жінок у віці від 18 років та старших — 112,7 чоловіків також старших 18 років.
Середній дохід на одне домашнє господарство  становив 75 331 долар США (медіана — 61 932), а середній дохід на одну сім'ю — 81 652 долари (медіана — 63 750). Медіана доходів становила 51 250 доларів для чоловіків та 37 583 долари для жінок. За межею бідності перебувало 5,3 % осіб, у тому числі 1,8 % дітей у віці до 18 років та 9,4 % осіб у віці 65 років та старших.
Цивільне працевлаштоване населення становило 350 осіб. Основні галузі зайнятості: виробництво — 33,7 %, освіта, охорона здоров'я та соціальна допомога — 20,3 %, транспорт — 9,4 %, сільське господарство, лісництво, риболовля — 8,6 %.